# 小澤マリア
小澤 マリア（おざわ マリア、1986年1月8日 - ）は、日本の実業家。元AV女優、ストリッパー。
父はカナダ人、母が日本人という家庭に育つ。旧芸名は、葉山麻理。

## 経歴
北海道出身。高校を卒業後、やりたい仕事が見つからずアルバイトをしていた。知り合いの友達がAV女優をしていたことから話を聞き、AV女優になる決心をした。
2005年10月、S1レーベルから『新人×ギリギリモザイク ナンバーワンスタイル』でアダルトビデオデビュー。同年末に開催されたMOODYZ年末大感謝祭で、エスワンの最優秀新人賞を受賞。
2006年8月26日、『チャンス!3海の家の宴』に出演し、ライブデビュー。
2007年4月、北都の新レーベルダスッ!に移籍。その後も、S1レーベル以外のレーベルに出演。同年7月、新宿ニューアートで、ストリップデビュー。この頃の給料は1ヶ月に150万円から200万円、多いときには300万円以上になったこともあった（AV1本の撮影で2日間で100万円前後）。
2009年1月、ビー・オープンよりティーパワーズへ移籍。同年10月30日にはDMMライブチャットに登場した。
2010年3月24日、スカイパーフェクTV!の「スカパー!アダルト放送大賞」のライブドア賞を受賞する。同年、AV女優業から引退(※)、ストリッパーに専念するようになった。
(※ただし、2011年に無修正作品の「アンコール Vol.20 : 小澤マリア」と「キャットウォーク ポイズン DV 02 : 激ヤバエロ女神 : 小澤マリア」はリリースされている。 )
2012年10月、中華人民共和国の芸能界に本格参入することを発表した。
2018年6月23日、『陸海空 地球征服するなんて』内でフィリピンで一番有名な日本人は誰？の3位にランクインした際、フィリピンでバーを経営していると紹介された。その後は実業家としてフィリピンを拠点にラウンジ、飲食店を経営している。

## 人物（特技、趣味、他）
- 特技はギター、英会話。趣味は買い物、料理、犬と遊ぶこと、温泉。小物集めにもはまり、バッジやチケット、切符、映画の入場券、プリクラ、ポラロイド写真などを大切に保管している[9]。

- ヴィジュアル系バンドが好きで雅やMALICE MIZER（中でもメンバーのKami）、L'Arc〜en〜Cielのファン。2008年に行われたX JAPANのライブ公演、『X JAPAN 攻撃再開 2008 I.V. ～破滅に向かって～』の最終日「創造の夜」を友人と見に行ったところ、大型スクリーンに何度も映されたことをブログで告白している（インターネット中継の映像でも一部確認できる）。
  - スポーツ紙のインタビューで、ロックバンドの追っかけにハマっていた事を告白。貧乏ミュージシャンとエッチのため、屋外ですることが多く「渋谷の公園のトイレの位置は全て頭に入っています」と答えているとされている。しかし、後に「オーマイニュース」の記者が「渋谷の公園のトイレの位置は全て頭に入っているという有力な説がありますが、本当ですか?」と尋ねたところ、「そんなことないですよー。自分の地元の公園や駅にあるトイレの場所を知っているだけで、渋谷の公園は広くて知り尽くしていませんよ」という答えが返ってきた[9]。
  - ビジュアル系以外ではSEAMOの大ファンで、SEAMOの『MTV Apt.SEAMO』にて共演。
- SかMかに分けると、「断然ドM」と言う。インタビューで「胸を鷲掴みにされたり、お尻を叩かれたりするのが大好き」、「ぶっかけられるのも、イラマチオも好き」と答えている。

### 学生時代
小学1年生から高校生までインターナショナルスクールのクリスチャン・アカデミー・イン・ジャパンに通っていた。
勉強は疎かにして、バイトや部活動に励んでいた。部活は中学・高校ともにホッケー部（アイスホッケーではなく、陸上で行うホッケー）に所属していた。
中学2年の終わり、13歳の時に当時付き合っていた高校3年生の彼氏と初体験。
骨折して入院した彼氏を見舞いに行った際、六人部屋の病室で、彼のベッド周りの仕切りカーテンを閉めただけでフェラチオしたという。

### 仕事
- 15歳の時にKinKi Kidsと共に森永製菓のチョコレート菓子ダースのCMに出演している。この頃はタレント活動はしておらず、たまたま誘われて行ったオーディションで合格しただけだという[11]。
- やりすぎコージー出演時にAVへの出演理由に対して、「AV女優」という仕事に誇りを持っており、「この業界に入ったのはAV女優という仕事のイメージを上げるため」と答えている。学生の頃よりAV女優を志しており、当時の彼氏とデビューに向けていろいろなテクニックを練習していたという。
- 以前、付き合っていた男性の女友達がAV女優をやっていたり、周りに風俗の仕事をしている人が多かったため「裸の仕事も1つの仕事」であると認識する。知り合いにAV事務所を知っている人がおり、その人に「近々、裸の仕事をやりたいかも」と相談したところ、現在所属している事務所を紹介され、面接を受けて合格、デビューが決まった[10]。
- AV女優は天職と語っている。AV女優＝暗い過去がある、ヤリマン、性欲が溜まっているというステレオタイプなイメージがあるが、自分はそうではないという。AVの仕事内容が好きというよりは、仕事環境が好きで、デビューから2008年の3年間、1度もNGを出さなかったのはとても恵まれた環境であったからと語っている[10]。
- 女性のポーズや表情、爪など研究を兼ねて、現在でも自分でアダルトDVDを購入。
- AV女優専門キャバクラ「RedDragon」[12]に在籍していた。

### 業界関係者
- 自身のブログで尊敬するAV女優に小沢菜穂、蒼井そら、紫彩乃、沢田麗奈を挙げた。
- Rioはカワイイ系・妹系の女優と評される一方、小澤は典型的な美人モデル系の女優であり、ミックスの女優同士でキャラクターが被ってしまうということはない。なお両者の「競演」も過去に雑誌であった。『おねがい!マスカット』には2回目まで出演していたが、特に目立つことはなかった。ただRioは「スカットメジャーリーグ」で「メジャー」に選んでおり、芸歴（その時点で3年）を尊重した配慮は見られた。
- 緋咲アンナは小澤を憧れとしており、ファンであり、本人の楽天blog『アンナさん大成功です』にて、小澤を「様」付けで呼んで、崇めている。

### 交友関係
- AV女優の寧々と水野美香は、お互いのブログにも登場するほどプライベートでも仲がよい。また、歌手のステファニーとも友達。

### スキャンダル
- 2008年8月7日付けの『東京スポーツ』で、ジャニーズ所属KAT-TUN（当時）の田中聖との熱愛が報じられる。小澤は自身のブログで「東スポなんて9割は嘘。交際を認めたとか（書いてあるが）私は取材すら受けていない」と熱愛を否定した[13]。

### その他
- プライベートではオナニーの経験が無く、デビュー作品ではじめて経験した。
- デビュー作品の撮影場所は、俳優・石坂浩二の自宅であった家をスタジオにしたところだった（新宿御苑の近くにある）。
- AV女優になる前はマクドナルド、コンビニ、レストランの店員、キャバクラ嬢、英語の先生などのアルバイトを経験している[10]。
- デビューしてしばらくは黒髪であったが、S1を離れ数年後にエクステを入れ始め、現在は完全茶色の髪になっている。
- ポメラニアンとフレンチブルドッグのハーフ（名前はアポロ）と猫（名前は臣（おみ））を飼っている。
- タレントの関根勤が小澤のファンである事をTV番組内で公表している。
- マイポーチに浣腸とコーラックを入れて携帯している。

### 各国での人気
- 東南アジアでも人気があり、タイのイベントに招待されたことがある[6]。
- 中国最大手検索サイト百度の「美女検索ランキング」と「女性スター検索ランキング」の両方で1位を獲得する位、彼女の人気は中華圏で凄まじい[14]。
- 「ミヤビ」の愛称で人気が高く、2009年にはインドネシア映画『Menculik Miyabi（ミヤビ誘拐）』への出演話が持ち上がり、ムスリムの多いインドネシア国内で、反対デモが起きるなどの騒動を巻き起こした。
- フィリピンでも高い人気を誇り、「デビュー翌年の2006年にフィリピン旅行に行ったら、飛行機を降りた途端に人だかりができて。海外でも知られているんだと、うれしかった」「知人のフィリピン人女性ニュースキャスターに誘われて、現地に遊びに行ったんです。そうしたら雑誌やラジオの取材を手配してくれて」と述べており、2015年に出演したフィリピン映画『存在者』はメトロマニラ映画祭で話題となった[14]。

## 作品

### イメージビデオ
- キレイナセックス（2006年5月11日、コンセント）
- 小澤マリア/ネイキッドビ-ナス（2006年7月21日、ビ-エムドットスリ-）
- new NUDE05（2006年11月22日、シャッフル）

### アダルトビデオ(撮りおろし作品のみ）
2005年
- 新人×ギリギリモザイク ナンバーワンスタイル（10月7日、エスワン）
- ギリギリモザイク 美しきパコパコ（11月19日、エスワン）
- ギリギリモザイク 誘惑エロティックFUCK（12月7日、エスワン）

2006年
- ギリギリモザイク ギリギリモザイク（1月19日、エスワン）
- ギリギリモザイク SEX ON THE BEACH～南の島でパコパコ!（2月19日、エスワン）
- ギリギリモザイク 6つのコスチュームでパコパコ!（3月19日、エスワン）
- ギリギリモザイク 淫らな肉体（4月19日、エスワン）
- ギリギリモザイク 学校でセックスしよっ（5月19日、エスワン）
- ギリギリモザイク Wギリギリモザイク（6月7日、エスワン）共演:天宮まなみ
- ギリギリモザイク 無限バコバコ5（7月19日、エスワン）
- ギリギリモザイク ギリギリモザイク6本番（8月19日、エスワン）
- ギリギリモザイク 妄想的特殊浴場 本指名（9月19日、エスワン）
- ギリギリモザイク バコバコ乱交16（10月7日、エスワン）
- ギリギリモザイク マリアとの共同生活は24時間セックスざんまい!（11月19日、エスワン）
- ギリギリモザイク イヤラしい痴女5（12月7日、エスワン）

2007年
- 小澤マリア×ギリギリモザイク COLLECTION1（1月7日、エスワン）
- ハイパー×ギリギリモザイク ハイパーギリギリモザイク（1月19日、エスワン）
- ギリギリモザイク パコパコ航空CA（2月19日、エスワン）
- 憧れの美人ハーフ女子アナ中出しレイプ（4月25日、ダスッ!）
- 人気ファッションモデル小澤マリア20連発中出し!（5月25日、ダスッ!）
- 悶絶アクメ無制限潮吹き （6月25日、ダスッ!）
- SPECIALGANGBANG☆3MIX 松嶋れいな、小澤マリア、芹沢直美 （7月25日、kira☆kira）共演:松嶋れいな、芹沢直美
- 美人ハーフ英語女教師小澤マリア20連発中出し!（8月25日、ダスッ!）
- 100連発で中に出す!（9月25日、ダスッ!）共演:鈴木杏里
- アナル奴隷浣腸噴射!（10月25日、ダスッ!）
- 肛門性交生中出し（12月1日、ダスッ!）

2008年
- 女怪盗 女豹6 爆弾を抱いて眠れ（1月7日、アタッカーズ）共演:妃乃ひかり、合沢萌
- Venus NUDE:FILE2（1月15日、フォーエバー）他出演:今野梨乃、松島かえで、稲森しほり
- くノ一凌辱忍法帳 碧眼のマリア 狂い堕ちた修羅姫（2月7日、アタッカーズ）
- 拘束椅子Legend 小澤マリア（3月19日、ドグマ）
- 落ちぶれた飲尿メス豚アイドル（4月25日、ダスッ!）
- 黒人輪姦 小澤マリア（5月25日、ダスッ!）
- 中にあたるとクネクネしちゃうの。 小澤マリア（7月19日、乱丸）
- 小澤マリア&三浦亜沙妃 W Cast Premium lesbian（8月21日、LADY×LADY）共演:三浦亜沙妃
- アメスク 11（8月22日、プレステージ）
- E-BODY（9月13日、E-BODY）
- 淫乱BODYハードFUCK（11月1日、MOODYZ）
- ドリームウーマンDX（11月22日、MOODYZ）共演:鷹宮りょう、堀口奈津美 ※AVグランプリ2009 エントリー作品
- おしゃぶりVENUS（11月22日、エムズビデオグループ）共演:松嶋れいな、佐藤江梨花 ※AVグランプリ2009 エントリー作品>
- the QUEEN of DAS！（11月22日、ダスッ!） ※AVグランプリ2009 エントリー作品
- あこがれの秘書マリアはいつも汁ダクにオマ○コ濡らしているド淫乱痴女だった。（12月7日、桃太郎映像出版）
- コスプレモード女子校生 04（12月7日、ラストラス）他出演:波多野結衣、Marie

2009年
- 競泳水着 LOVERS（1月23日、TMA）
- 集団ニューハーフ輪姦乱交レイプ（1月25日、ダスッ!）共演:愛間みるく、有沢セナ、あやか
- 極上おしゃぶり学園2 Immoral Teacher（2月1日、MOODYZ）共演:鈴木杏里、@YOU
- Elegant Queen（3月1日、MOODYZ）共演:小川あさ美、青木玲、真田春香
- 触獣丸呑みアクメ(3月19日、SODクリエイト）
- THE BEST OF CAST SUPER STARS☆FANTASTIC大乱交（4月19日、kira☆kira）共演:水元ゆうな、西野翔、nao.
- 艶女医（5月13日、MOODYZ）
- Deep（5月25日、しのだプロジェクト）
- 女教師・イラマチオ（6月5日、ワープエンタテインメント）
- モデルin… [脅迫スイートルーム] Fashion Model Maria（23）（6月15日、ドリームチケット）
- マジックミラー号 逆ナンパ 激烈ボディ 横浜みなとみらい編（6月18日、ディープス）共演:大沢佑香、堀口奈津美、月野りさ
- 男殺油地獄Ⅲ（6月19日、レアル・ワークス）共演:高坂保奈美
- 拘束椅子Lbian（6月19日、ドグマ）共演:大沢佑香
- アナル快感伝道師（7月5日、ワープエンタテインメント）
- Tokyo アゲハ 5（7月17日、GLAY'z）
- イラマレディ 4連続イラマチオ&ガチンコSEX（7月19日、ドグマ）
- THE GEISHA（7月19日、ROOKIE）共演:青山さつき、楓まお
- NON STOP ORGASM ポルチオエンドルフィン 小澤マリア 限界体勢（7月24日、クリスタル映像）
- バコバコバスツアー2009 S級AVギャルのハメまくり大乱交!!（8月1日、MOODYZ）共演:水城奈緒、星優乃、赤西涼、篠原奈美、二宮せりな、星島ちさ、西村アキホ、成瀬心美、鈴香音色、風吹かのん、緋村由衣、桜井エミリ、桃咲まなみ、宝生優果、神谷りの
- 「女の口は嘘をつく。」 雌女ANTHOLOGY #072（8月7日、アウダースジャパン）
- VIP STAR STAGE 11（8月7日、クリスタル映像）
- みるスポ！（8月7日、みるきぃぷりん♪）
- 一撃!! 舌上発射 2（8月15日、ワープエンタテインメント）他出演:一色明奈、北条麻妃、雪見紗弥、早乙女ルイ、平塚ゆい、沢尻もえ、星崎アンリ、諸星セイラ、秋元美由
- 麻薬捜査官 ヤク漬け膣痙攣（9月5日、アイエナジー）
- 癒らし。 VOL.63（9月18日、アウダースジャパン）
- 小澤マリアのソープしちゃうぞ（9月18日、クリスタル映像）
- スパッツアスリートしか見たくない! 4時間（9月18日、TMA）他出演:大沢かな、灘坂舞、風見ララ、桜井エミリ、倖田みらい、ひなの、山内紗耶香
- オナニー・パラノイア（9月19日、ドグマ）
- MOODYZファン感謝祭 裏バコバコバスツアー2009 本編未収録! 深夜のペニス吸引祭り!! （10月1日、MOODYZ）共演:水城奈緒、星優乃、赤西涼、篠原奈美、二宮せりな、星島ちさ、西村アキホ、成瀬心美、鈴香音色、風吹かのん、緋村由衣、桜井エミリ、桃咲まなみ、宝生優果、神谷りの
- 拷問ザーメン2 極悪62発マニアックス!（10月8日、サディスティックヴィレッジ）
- Honey Pot 05 MARIA（10月27日、ReVIVAL）
- うちにおいでよ（11月1日、ワンズファクトリー）
- Glamorous Venus Fuck（11月19日、みるきぃぷりん♪）
- 女子校生ルーズソックス足コキ(11月13日、TMA）他出演:雪見紗弥、青木春、石川鈴華、名取アンナ、愛川セイラ、モカ、natsuha、平井綾、松山ゆう
- 黒ストッキング女子社員 MANIAX（11月27日、TMA）他出演:倖田みらい、ひなの、桜井エミリ、山内紗耶香、大沢かな、灘坂舞、風見ララ
- 女子校生のオマ○コ汁 Vol.2（12月4日、OFFICE K'S）他出演:若月ゆうな、成瀬心美、辻さやか、小川るる
- THE ガチンコプロレズ番外編 2ラウンドガチンコプロレズバトル&本物の親友同士の濃ゆーいレズ（12月5日、サディスティックヴィレッジ）共演:真田春香
- 舐めらか手コキ（12月18日、OFFICE K'S）他出演:成瀬心美、結輝レイ、希まい、辻さやか
- 女子アナに顔射!ごっくんスペシャル（12月5日 ROCKET）他出演:北条麻妃、つぼみ、早乙女ルイ

2010年
- 究極のレズキス（1月21日、稀有）共演:高城ゆい 他出演:椎奈つばめ、ちひろ、真田春香、つぼみ、星優乃
- 僕は透明人間! パート9（3月4日 V&Rプロダクツ）他出演:COCO@、辻さやか、水瀬いつき、風見リオナ、小泉あずさ、小山内こころ
- 美熟女お掃除フェラ 4（3月5日、OFFICE K'S）他出演:桐原あずさ、横山みれい、立木ゆりあ、星優乃、平松恵理香
- 奴隷街 第二章（3月7日、アタッカーズ）共演:早川瀬里奈、美麗
- 女子高生オマンコおっぴろげコレクション2（3月12日、OFFICE K`S）他出演:成瀬心美、佐伯奈々、涼宮ラム、真咲南朋
- 超高級王様ゲーム（3月18日、SODクリエイト）共演:波多野結衣、彩月あかり、浜崎りお、晶エリー
- 女王様ブッカケ中出し輪姦ザーメン塗れの元S女（4月19日、クロス）

2011年
- グラマラスセックス（6月15日、ワンズファクトリー）

その他、上記のセル系ビデオをレンタル向け再編集し、タイトル変更した作品も多数。

### 無修正作品
2008年
- トラトラプラチナ Vol.49 : 小澤マリア（9月26日）
- メンバーズ ソープ : 小澤マリア（11月29日）
- メスノート：小澤マリア（11月29日）
- トラトラプラチナ Vol.52 ：小澤マリア（12月31日）

2009年
- トラトラプラチナ Vol.55 ：小澤マリア（2月26日）
- スカイエンジェル Vol.87 : 小澤マリア（5月26日）
- レッドホットジャム Vol.104 : 小澤マリア（8月26日）

2011年
- アンコール Vol.20 : 小澤マリア（3月23日）
- キャットウォーク ポイズン DV 02 : 激ヤバエロ女神 : 小澤マリア（4月26日）

### アダルトビデオ（総集編）
- み～んなでパコパコしよっ2 （2006年4月7日、エスワン）
- S級痴女が犯してあげる （2006年4月7日、エスワン）
- 美巨乳ボインボイン4時間! （2006年4月19日、エスワン）
- S1 '04.11～'05.10全281タイトル 5時間まとめてドーンッ!! （2006年5月7日、エスワン）
- みんなでパコパコ ON THE BEACH （2006年6月7日、エスワン）
- バコバコ騎乗位4時間! （2006年6月19日、エスワン）
- 美脚美女の挑発FUCK4時間! （2006年7月7日、エスワン）
- ハイパーギリギリモザイク （2006年8月7日、エスワン）
- ウブなセックスたっぷり見せちゃうぞ 2 （2006年8月19日、エスワン）
- 抜き挿しクッキリ! ドアップ結合部たっぷり4時間! （2006年9月7日、エスワン）
- 100コスチュームでパコパコ4時間! （2006年9月7日、エスワン）
- 3Pパコパコ4時間! 前から!後ろから!突かれまくりスペシャル!! （2006年9月19日、エスワン）
- スーパーS級アイドル4時間! 1 （2006年10月7日、エスワン）
- S1女学院 み～んなでパコパコ学園祭! 2 （2006年10月7日、エスワン）
- 美巨乳ボインボイン4時間! 2 （2006年10月19日、エスワン）
- オチンチン大好き い～っぱいフェラチオしてあげる 2 （2006年11月19日、エスワン）
- ビッチャビチャ潮吹き大洪水25連発! （2006年12月7日、エスワン）
- S級女優23人!大絶叫バコバコ4時間 （2006年12月7日、エスワン）
- S1ガールズコレクション 382タイトル7時間まとめてドーンッ!! （2007年1月7日、エスワン）
- S1ガールズコレクション 発射無制限♥妄想的特殊大浴場 2 （2007年1月7日、エスワン）
- S1ガールズコレクション 濃厚ザーメン♥たっぷり顔射4時間! 2 （2007年1月19日、エスワン）
- S1ガールズコレクション バコバコ騎乗位4時間! 2 （2007年1月19日、エスワン）
- タイトル：kira☆kira BEST2007 下半期総集編（2008年4月19日、kira☆kira）
- 1周年記念!ダスッ!総集編8時間（2008年4月24日、ダスッ!）
- ソープしちゃうぞ◆ THE BEST（2010年8月13日、クリスタル映像）他9名（月野りさ、雪見紗弥、灘坂舞、青木りん、つぼみ、浜崎りお、真田春香、灘坂舞、鮎川なお、星崎アンリ）出演
- PREMIUM 生姦中出し 223min（2012年9月13日、Cream Pie）

### 書籍
- AVクイーンが書いて読んでイカせるCD付官能ノベル Ki-Mo-Chi-i-i（2009年3月23日、徳間書店）ISBN 4198627002
- 言葉責めセックス(ベスト新書）（2009年11月7日、ベストセラーズ）ISBN 978-4584122594

### トレーディングカード
- AVCジューシーハニー SE 小澤マリア コレクションカード（2007年5月12日、ミント）

### 写真集
- X・Star（2006年5月23日、彩文館出版、撮影：上池巌）ISBN 4775601296

(寫真集）小澤マリア Ozawa Maria 小泽玛丽亚 小澤瑪莉亞 Miyabi 写真 XCity - JuicyHoney '06

### DVD付きMOOK
- DMM増刊 小澤マリア（2006年2月22日、GOT）

### カレンダー
- 小澤マリア(ヌード） 2007年 カレンダー（2006年9月21日、トライエックス）

### 電子書籍
- DMM増刊 小澤マリア（2006年2月22日、GOT）
- JUICYHONEY 小澤マリア（2006年9月24日、デジタルコンテンツ社）
- Zeppin専科 Vol.07 「小澤マリア ～コスプレ五番勝負～」（2007年3月16日、Dolce Vita）

### 携帯サイト
- アイドルがイッパイ （アイパイ）

## 出演

### テレビバラエティ
- やりすぎコージー AV企画 夏のモンロー祭り（2006年、テレビ東京）
- ランク王国（2006年、TBS）
- 女神のハテナ（2007年、日本テレビ）
- おねがい!マスカット（2008年4月 - ？、テレビ大阪）
- 康熙來了（2009年4月24日、中天テレビ）
- ビートたけしのあと1回だけ見ちゃいけないTV（2010年9月29日、TBSテレビ）- ゲスト出演
- ビ〜チ9（2010年 - 2011年6月、テレビ埼玉）- 不定期出演、前期はアシスタント担当，後期はゲスト出演。
- ゴロウ・デラックス（2013年11月22日、TBS）- 浅草ロック座出演が取材対象に。
- じっくり聞いタロウ〜スター近況（秘）報告〜 （2020年1月24日、テレビ東京）[15]
- 給与明細（2020年3月8日、AbemaTV）[16]

### テレビドラマ
- 特命係長 只野仁（テレビ朝日）- サウナ従業員アニータ 役
  - スペシャル第2弾（2005年）[注 1]
  - 3rdシーズン（2007年）
  - スペシャル第4弾（2008年）

### 映画
- 艶恋師（2007年）
- 特命係長 只野仁 最後の劇場版（2008年12月）- サウナ従業員アニータ 役
- ミヤビ誘拐（2009年、インドネシア映画）- 主演[17]
- 絕命派對（2009年4月、台湾映画）
- Hantu Tanah Kusir（2010年、インドネシア映画）[17]

### オリジナルビデオ
- メイドの部屋～お帰りなさいませ、ご主人様～（2007年）
- けっこう仮面 ロワイヤル（2006年）- 結花千草 役
- けっこう仮面 プレミアム（2006年）- 結花千草 役
- けっこう仮面 フォーエバー（2006年）- 結花千草 役
- 華麗なるエロ神家の一族 -深窓令嬢は電気執事の夢をみるか-（2011年）- 月代 役
- TOKYOスピーシーズ（2012年）- ミチコ 役

### ラジオ
- スピードワゴンのキャラメル on the beach（2006年、TBSラジオ）- ゲスト出演